# Iorgu Stoian
Iorgu Stoian (n. 22 august 1903, Vârteju, Ilfov, România – d. 16 mai 1983, București, România) a fost un istoric, arheolog și filolog român.

## Biografie
S-a născut la 22 august 1903 în satul Vârteju de lângă București. A urmat studii de filologie clasică la Facultatea de Litere a Universității din București între anii 1925 și 1929, pe care le-a aprofundat apoi în Franța (între 1932–1933) și Grecia (1933–1934). A obținut în 1962 titlul de doctor în istorie al Universității din București cu teza Inscripțiile de la Tomis.
În anul 1929, după absolvirea studiilor universitare, a devenit profesor secundar, iar în 1948 a intrat în învățământul universitar pe post de conferențiar (1948–1966) și apoi ca profesor (1966–1973) la catedra de arheologie și istorie veche universală a Facultății de Istorie a Universității din București. A fost, în paralel, colaborator științific la Institutul de Arheologie al Academiei Române (1966–1973).
Studiile sale au avut ca deosebit interes epigrafia ruinelor de la Tomis și Histria. A luat parte la săpăturile arheologice de la Histria, unde a descoperit două edificii de proporții din perioada bizantină. A lucrat neîntrerupt în timpul regimului comunist, deși unele dintre lucrările sale au fost pătate de amprenta ideologică. A păstrat legătura cu comunitatea istorică francofonă pentru care a publicat câteva studii, traducând în paralel lucrări de specialitate de proveniență occidentală.

## Lucrări

### Articole
- „O inscripție inedită din Histria. Plângerile țăranilor baștinași de pe teritoriul histrian împotriva apăsării romane”, în revista Studii și cercetări de istorie veche și arheologie, nr. II, 1951, pp. 137–157
- „Ecouri ale luptei de clasă la Istros în a doua jumătate a secolului III și prima jumătate a secolului II î.Hr”, în revista Studii și cercetări de istorie veche și arheologie, nr. IV, 1953, pp. 681–708
- „Cultul Dioscurilor și triburile tomitane”, în revista Studii și cercetări de istorie veche și arheologie, nr. XVI, 1965 pp. 519–532
- „De nouveau sur la communauté des cités grecques du Pont gauche”, în Latomus. Revue d'Études Latines, nr. XXIV, tomul 24, fasc. 1, ianuarie–martie 1965, pp. 70–89

### Cărți
- Civilizația Egiptului Antic, Societatea pentru Răspîndirea Științei și Culturii, București, 1958
- Tomitana: Contribuții epigrafice la istoria cetății Tomis, Editura Academiei Republicii Populare Romîne, București, 1962
- Istoria Greciei Antice în sec. V-IV î.e.n. (Epoca maximei dezvoltări și a crizei statului-cetate (polis)), Centrul de multiplicare al Universității din București, București, 1969, 1973
- Études Histriennes, Bruxelles, 1972
- Istoria Greciei Antice (de la origini pînă la sfîrșitul sec. VI î.e.n.), Universitatea din București, Facultatea de Istorie, București, 1974
- Civilizația Greciei de la origini până la sfârșitul secolului VI, București, 1974